# أغيلاس
بلدية أغيلاس (بالإسبانية: Águilas) هي بلدية تقع في منطقة مرسية جنوب شرق إسبانيا.

## الديموغرافيا
بلغ عدد سكان بلدية أغيلاس 34.990 نسمة عام 2011 (وفقاً للمعهد الوطني الإسباني للإحصاء).
| 25.702 | 26.773 | 28.888 | 31.218 | 33.134 | 34.533 | 34.990 |

## أعلام
- خوسيه أنطونيو إكسبوسيتو
- تشومبي فيرنانديز
- فرانسيسكو رابال
- دانيال أكونا
- دافيد مورياس